# Зима в огне
«Зима́ в огне́» (укр. Зима у вогні, англ. Winter on Fire), полное название фильма — «Зима́ в огне́: Борьба́ Украи́ны за свобо́ду» (Зима у вогні: Боротьба України за свободу, Winter on Fire: Ukraine's Fight For Freedom) — документальный фильм совместного производства США, Великобритании и Украины.
Официальная премьера фильма состоялась 9 октября 2015 года на платформе Netflix.
Фильм стал номинантом на премию «Оскар» 2016 года в категории «лучший документальный фильм».

## Сюжет
В фильме показаны протесты на киевском Майдане Независимости зимой 2013—2014 годов, вызванные разгоном мирной демонстрации отрядом милиции специального назначения «Беркут», и приведшие к бегству президента Украины Виктора Януковича.
В фильм вошли интервью с протестующими, записи с места событий и «крупномасштабный» взгляд на конфликт.

## Производство и допремьерные показы
Во время событий на Майдане режиссёру Афинеевскому, проживающему в США, позвонил друг и призвал того прилететь в Киев и задокументировать текущие события. В основу фильма легли съёмки 28 операторов-любителей: Алекса Кашпура, Андрея Гаврильчука, Артураса Морозоваса, Константина Шандыбина, Демьяна Колодия, Дмитрия Патютько, Эдуарда Георгадзе, Галины Садомцевой-Набаранчук, Галины Лавринец, Елизаветы Смит, Инны Гончаровой, Кирилла Князева, Константина Игнатчука, Кристины Лизогуб, Максима Бернакевича, Марии Комар, Олега Балабана, Олега Тандалова, Олеся Чернюка, Павла Пелешока, Руслана Ганущака, Вячеслава Цветкова, Виктора Кожевникова, Владимира Макаревича, Вячеслава Полянцева, Вячеслава Тихонского, Юрия Кривенко и Евгения Шинкаря.
Фильм был представлен во внеконкурсной программе 72-го Венецианского кинофестиваля, а также в конкурсной программе 40-го кинофестиваля в Торонто и 42-го кинофестиваля в Теллуриде.
8 сентября 2015 года в интернете были представлены официальные постер и трейлер фильма.
25 сентября 2015 года, в рамках мероприятий, посвящённых Дню независимости Украины, состоялся допремьерный показ фильма в Вашингтоне, во время которого Патриарх Киевский и всея Руси-Украины Филарет наградил режиссёра Афинеевского орденом Святого Владимира Великого.

## Критика
Фильм получил в основном положительные отзывы критиков. Стивен Фарбер из The Hollywood Reporter похвалил монтаж и музыку фильма, но отметил, что сам фильм местами повторяется и надоедает из-за малого исторического контекста, или слишком большого обзора растущего авторитаризма путинской России. Джей Вайсберг из Variety написал следующее о фильме: «В отличие от „Майдана“ Сергея Лозницы, Евгений Афинеевский не имеет целью художественную притязательность. Его „Зима в огне“ — доступный фильм, более обращённый к телеэкранам, однако ограниченный одной точкой зрения, игнорируя большую часть восточного региона страны». Кинокритик ScreenDaily Дэн Фейнару заявил, что фильм представляет в качестве основной предпосылки то, что Янукович — злодей, и обходит любую попытку политического анализа, а все камеры направлены на людей: молодых и старых, мужчин и женщин, христиан, евреев, мусульман, учёных и простых рабочих, которые объединились ради одной цели. Он также отметил живой и энергичный монтаж Уилла Знидарича. Эрик Кон из The Playlist дал фильму оценку «A-», заявив, что «Зима в огне» сочетает напряжение экшн-фильма и отчаянную ярость, а также является мрачной прелюдией российско-украинской войны.

## Награды и номинации
| Награды и номинации фильма «Зима в огне» | Награды и номинации фильма «Зима в огне» | Награды и номинации фильма «Зима в огне»                 | Награды и номинации фильма «Зима в огне» | Награды и номинации фильма «Зима в огне» | Награды и номинации фильма «Зима в огне» |
| Год                                      | Награда                                  | Категория                                                | Номинант                                 | Результат                                |                                          |
| ---------------------------------------- | ---------------------------------------- | -------------------------------------------------------- | ---------------------------------------- | ---------------------------------------- | ---------------------------------------- |
| 2015                                     | Кинофестиваль в Торонто                  | приз зрительских симпатий за лучший документальный фильм | Евгений Афинеевский                      | Победа                                   |                                          |
| 2016                                     | «Оскар»                                  | лучший документальный полнометражный фильм               | Евгений Афинеевский и Ден Толмор         | Номинация                                |                                          |